# Dezghingea, Găgăuzia
Dezghingea (în găgăuză Dezgincä, în rusă Дезгинжа) este un sat în Unitatea Teritorială Administrativă Găgăuzia, Republica Moldova.

## Demografie

### Structura etnică
Structura etnică a localității conform recensământului populației din 2004:
| Grup etnic                    | Populație | % Procentaj |
| ----------------------------- | --------- | ----------- |
| Găgăuzi                       | 4963      | 94,50%      |
| Băștinași declarați Moldoveni | 158       | 3,01%       |
| Ruși                          | 67        | 1,28%       |
| Ucraineni                     | 33        | 0,63%       |
| Bulgari                       | 14        | 0,27%       |
| Polonezi                      | 2         | 0,04%       |
| Evrei                         | 1         | 0,02%       |
| Alții                         | 14        | 0,27%       |
| Total                         | 5252      |             |

## Administrație și politică
Componența Consiliului local Dezghingea (13 consilieri), ales la 5 noiembrie 2023, este următoarea:
|  | Partid                                 | Consilieri | Componență | Componență | Componență | Componență | Componență | Componență | Componență | Componență |
|  | -------------------------------------- | ---------- | ---------- | ---------- | ---------- | ---------- | ---------- | ---------- | ---------- | ---------- |
|  | Partidul „Patrioții Moldovei”          | 8          |            |            |            |            |            |            |            |            |
|  | Candidat independent MAXIM SÎRBU       | 1          |            |            |            |            |            |            |            |            |
|  | Candidat independent NICOLAI CÎNALÎ    | 1          |            |            |            |            |            |            |            |            |
|  | Candidat independent VALENTINA TOMAILÎ | 1          |            |            |            |            |            |            |            |            |
|  | Candidat independent SERGHEI GRADINAR  | 1          |            |            |            |            |            |            |            |            |
|  | Candidat independent DENIS BEREZEAN    | 1          |            |            |            |            |            |            |            |            |